# Národní park South Downs

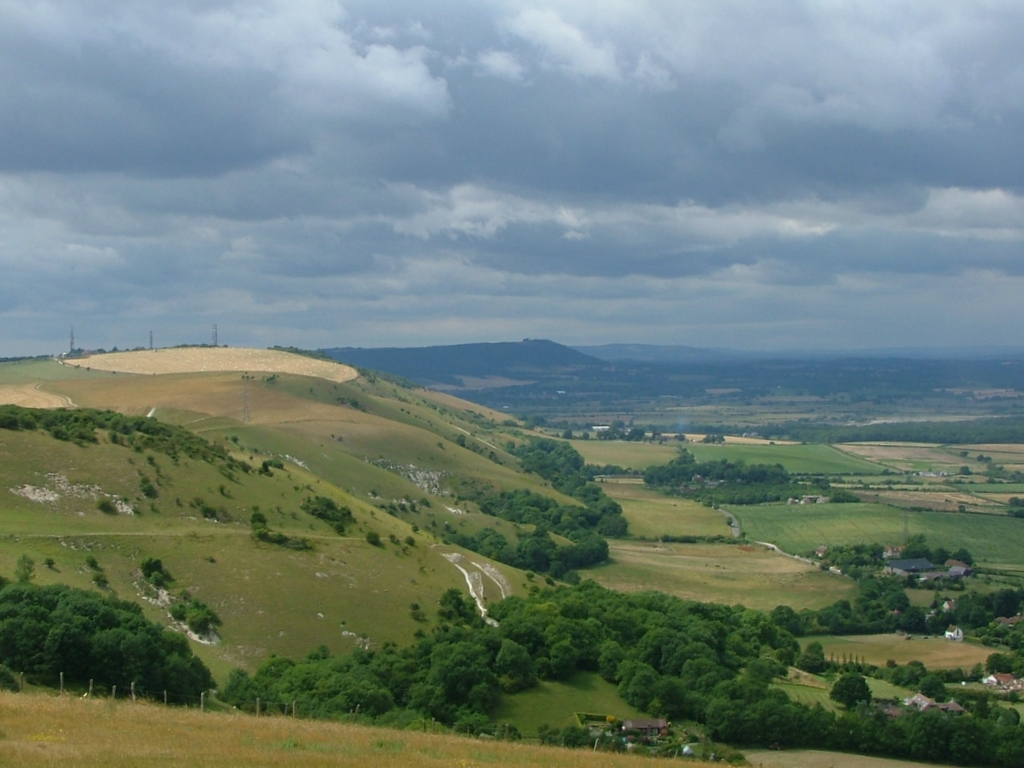
Pohled na South Downs od údolí Devil’s Dyke

Národní park South Downs (anglicky South Downs National Park), ležící v jižní Anglii, byl ustaven 31. března 2010. Jde o nejmladší anglický národní park. Jeho cílem je chránit přírodní krásy, živé organismy a kulturní památky na vytyčeném území a prezentovat je veřejnosti.

## Geografie
Park má rozlohu 1627 čtverečních kilometrů a rozkládá se na délce 140 km od St. Catherine’s Hill nedaleko Winchesteru na západě k Eastbournu na východě na území hrabství Hampshire, West Sussex a East Sussex. Zahrnuje křídové vrchy South Downs, které na pobřeží končí známými „bílými útesy“ Seven Sisters a Beachy Head, a část geologicky odlišné pískovcové oblasti Weald s kopci hustě porostlými stromy. Zde leží i nejvyšší bod parku, 280 m vysoký vrch Blackdown. Vápencové geologické podloží bylo formováno v křídové epoše druhohor před 100 až 66 miliony let. Oblast tehdy ležela pod hladinou moře.
Na západě leží hranice parku cca 10 km od moře, na východě končí park útesem Beachy Head přímo na pobřeží.
Uvnitř parku leží dvě starobylé kamenné terénní plastiky – Litlingtonský bílý kůň a Wilmingtonský dlouhán.

## Osídlení
Hranice parku obchází města Southampton, Portsmouth, Chichester, Bognor Regis, Littlehampton, Worthing, Brighton a Hove, Newhaven, Seaford a Eastbourne. Přímo na území parku žije 108 000 lidí, mj. v historických městech Arundel a Lewes.

### Externí stránky
Oficiální stránky parku South Downs Dostupné online.